# Духово (Псковская область)
Духово — деревня в Островском районе Псковской области. Входит в состав Островской волости.
Расположена на острове на реке Великая, в 11 км к юго-востоку от центра города Остров.
| 2001 | 2002 | 2010 | 2013 |
| ---- | ---- | ---- | ---- |
| 19   | ↘13  | ↘1   | →1   |

## История
Деревня до апреля 2015 года входила в состав ныне упразднённой Городищенской волости района.